# Priscila (Fußballspielerin, 2004)
Priscila oder Priscila Flor, vollständiger Name Priscila Flor da Silva, (* 22. August 2004 in São Gonçalo do Amarante) ist eine brasilianische Fußballspielerin. Sie spielt rechtsfüßig auf der Position einer Angreiferin.

## Karriere

### Brasilien
Priscila begann mit dem Fußballspielen im Bereich des Futsal. Aufgrund ihres Talents auf dem Platz war sie Stipendiatin an einer Privatschule im Norden von Rio Grande do Norte. Von hier ging sie zum Leoas da Serra SC, einem der besten Futsalklubs des Landes im Damenbereich.
2021 wurde Priscila im Zuge eines 7er-Fußballturniers von Scouts des SC Internacional entdeckt und noch im selben Jahr aufgenommen. Bereits im Oktober des Jahres trat sie in vier Spielen in der Gruppenphase der Staatsmeisterschaft von Rio Grande do Sul an. Ihr Debüt gab sie am 3. Oktober im Heimspiel gegen den Elite CD. Im Dezember konnte Internacional den Gewinn dieses Titels feiern. Bis zur Saison 2023 bestritt Priscila Spiele im Nachwuchsbereich und im Profikader. Seit 2024 wird sie ausschließlich bei den Profis eingesetzt.

### Mexiko
Im September 2024 wechselte Priscila nach Mexiko. Hier erhielt sie einen Kontrakt beim Club América Femenil. Ihr Klub soll andere Angebote u. a. von Chelsea FC Women, Manchester United W.F.C. und Paris Saint-Germain abgelehnt haben. Die Ablösesumme betrug 2,8 Millionen Real und war damit der bis dahin größte Transfer eines brasilianischen Frauenklubs, die teuerste Akquisition einer mexikanischen Frauenmannschaft und eine der zehn größten in der Geschichte. Internacional erhält außerdem eine Ablösesumme von 20 % für jeden künftigen Transfer von Priscila zu einem anderen Verein. Ihr Debüt für América gab sie am 26. September als Einwechselspielerin gegen Santos Laguna Femenil in der Liga MX Femenil, und vier Tage später, als sie bereits in der Startelf stand, erzielte sie im Treffen beim Club Tijuana ihr erstes Tor. In der 13. Minute traf sie zur 1:0-Führung (Endstand-4:1). Am 16. Oktober trat Pricila dann erstmals international mit América in der CONCACAF W Champions Cup an.

### Nationalmannschaft
2022 wurde Priscila in den Kader für die U-20-Fußball-Weltmeisterschaft der Frauen 2022 berufen. Auch an dieser durfte sie teilnehmen. Brasilien scheiterte hier im Halbfinale gegen Japan und Priscila kam zu vier von den maximal möglichen fünf Spielen (ein Tor).
Gegen Japan kam die Spielerin im November 2023 unter Nationaltrainer Arthur Elias zu ihrem ersten Länderspiel mit dem A-Kader. In der Partie wurde sie nach der Halbzeitpause für Gabi Nunes eingewechselt und traf in der 97. Minute zum 4:3-Endstand.
Im April 2024 reiste Priscila mit dem Team in die USA, wo diese im SheBelieves Cup 2024 antrat und im Juli des Jahres mit der Auswahl als Teil des Olympiakaders nach Paris. In dem Turnier wurde sie im zweiten Spiel gegen Japan nach der Halbzeit für Ludmila ausgewechselt. Insgesamt bestritt Priscila bei den Spielen drei von sechs möglichen Einsätzen, welche sie ins Finale und zum Gewinn der Silbermedaille führten. Davon stand sie zwei Mal in der Startelf. Durch ihren Einsatz im Viertelfinalspiel gegen Spanien, provozierte sie einen Fehler der spanischen Torhüterin Cata Coll, durch welchen die 1:0-Führung in der 6. Minute gelang. Cata Coll wollte einen Befreiungsschlag ausführen. Dieser berührte Priscila leicht und sprang von der Abwehrspielerin Irene Paredes ins Tor. Priscila anschließender Jubel ging auf aufgrund ihrer anschließenden Provokation gegen Cata Coll viral.
Aufgrund ihrer Berufung in den Olympiakader, verpasste Priscila die Teilnahme an der U-20-Fußball-Südamerikameisterschaft der Frauen 2024. Diese hat Brasilien gewonnen und sich damit für die U-20-Fußball-Weltmeisterschaft der Frauen 2024 qualifiziert. An dieser konnte sie nach 2022 wieder teilnehmen. Mit dem Team erreichte sie das Viertelfinale, in welchem man Nordkorea mit 0:1 unterlag. In dem Turnier bestritt sie alle fünf möglichen Partien, davon vier in der Anfangsformation, und erzielte drei Tore.

## Erfolge
Nationalmannschaft
- Silbermedaille bei den Olympischen Spielen: 2024

Internacional
- Staatsmeisterschaft von Rio Grande do Sul: 2021, 2023
- Staatsmeisterschaft von Rio Grande do Sul U-17: 2021
- Campeonato Brasileiro de Futebol Feminino U-17: 2022
- Campeonato Brasileiro de Futebol Feminino U-20: 2022, 2023
- Brasil Ladies Cup: 2023

Auszeichnungen
- Torschützenkönigin Copa Libertadores Femenina: 2023 (8 Tore)